# معاهده یافا

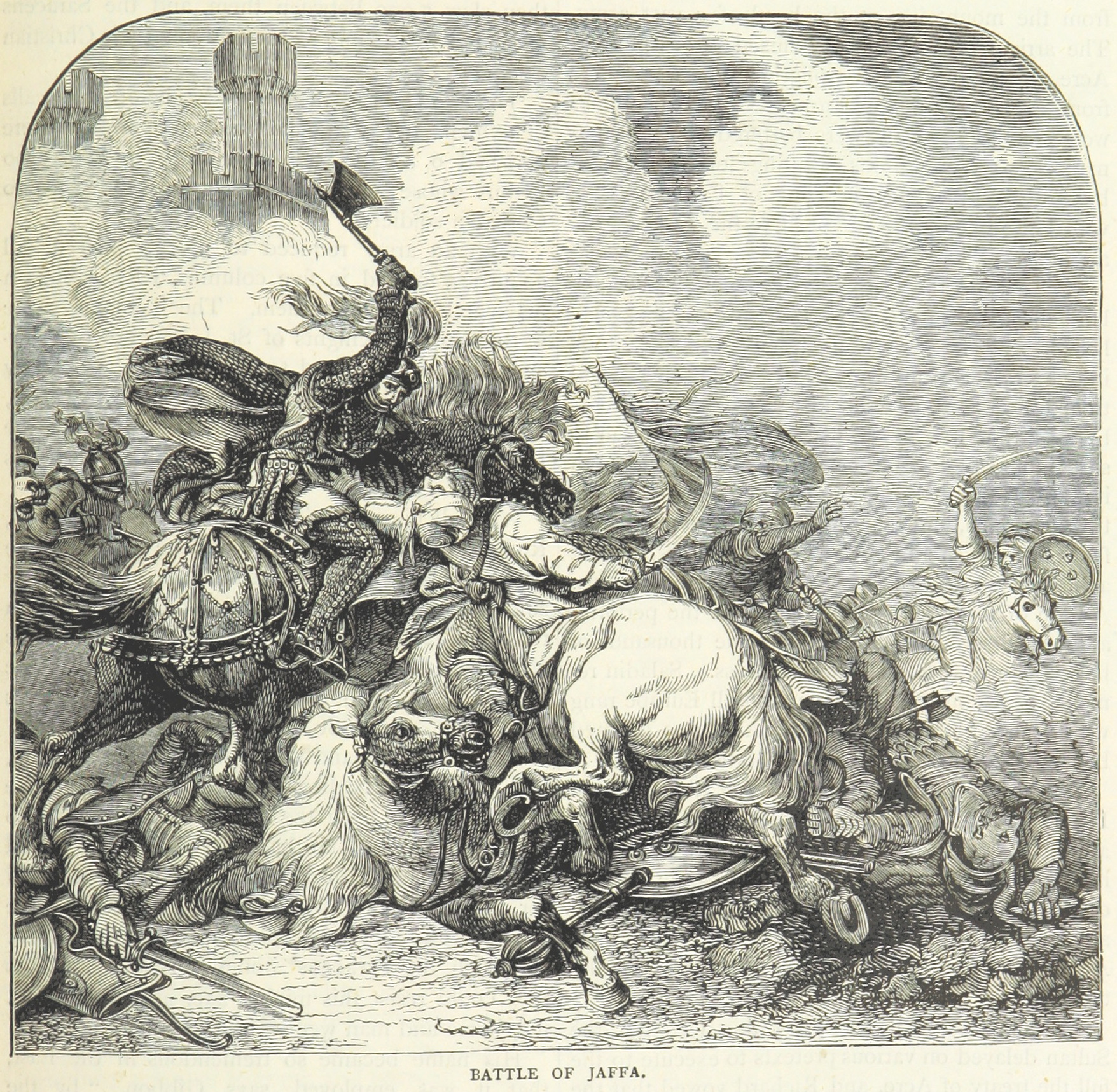
ریچارد اول انگلستان در نبرد یافا.

معاهده یافا (انگلیسی: Treaty of Jaffa) یا توافق رمله موافقت‌نامه‌ای بود که در جریان جنگ‌های صلیبی و در ۲ سپتامبر ۱۱۹۲ (اندکی پس از نبرد یافا) میان صلاح‌الدین ایوبی فرمانده مسلمانان و ریچارد یکم انگلستان به امضا رسید. طرفین توافق کردند که به مدت سه سال میان ارتش دو طرف آتش‌بس برقرار شود. این معاهده به جنگ سوم صلیبی پایان داد. در سال ۱۲۲۹ معاهده مشابه دیگری در همین شهر میان فریدریش دوم، امپراتور مقدس روم رهبر جنگ صلیبی ششم و الکامل محمد بن عادل از مصر به دست آمد.

## زمینه معاهده
در ۲ سپتامبر ۱۱۹۲ و به دنبال شکست مسلمانان در نبرد یافا، صلاح‌الدین که از قدرت کافی برای مقابله با نیروهای صلیبی برخوردار نبود، مجبور شد برای حفظ حاکمیت مسلمانان در سرزمین مقدس، با ریچارد بار دیگر مذاکره کند. طی این مذاکرات توافق شد که به مدت سه سال میان ارتش دو طرف آتش‌بس برقرار شود. اورشلیم همچنان در دستان صلاح‌الدین باشد و زائران و تجار مسیحی بدون هیچ مشکلی به اورشلیم سفر کنند و اشکلون که شهر رابط بین مصر و شام بود، تحت کنترل ایوبیان قرار گیرد.
بعد از پایان مذاکرات و نبرد بین طرفین، ریچارد به همراه نیروهای باقی مانده خود عازم انگلستان شد تا بار دیگر کنترل تاج و تخت انگلستان را بدست بگیرد.

## کتابشناسی
- مادن، توماس (۱۳۹۰). جنگ‌های صلیبی. ترجمهٔ عبدالله ناصری طاهری. تهران: جویا. شابک ۹۷۸-۹۶۴-۴۰۵-۹۹۸-۸.